# Imieniny – lipiec

## Imieniny w lipcu obchodzą

### 1 lipca
Bogusław, Halina, Estera, Namir, Karolina, Marcin, Teodoryk, Domicjan, Domicjana, Klarysa, Ekhard, Marian, Jakert

### 2 lipca
Otto, Urban, Martynian, Bożydar, Juda, Niegosława, Switun, Juwenalis, Bernardyn

### 3 lipca
Heliodor, Jacek, Miłosław, Otto, Otton, Teodot, Tomasz, Leon, Anatol, Leona

### 4 lipca
Elżbieta, Aurelian, Aggeusz, Alfred, Teodor, Józef, Odon, Odo, Malwina, Wielisław, Innocenty, Julian, Berta, Ozeasz, Piotr

### 5 lipca
Zoe, Marta, Wilhelm, Trofima, Antoni, Przybywoj, Bartłomiej, Jakub, Filomena

### 6 lipca
Niegosław, Dominika, Nazaria, Dominik, Ignacja, Gotard, Agrypina, Chociebor, Zuzanna

### 7 lipca
Benedykt, Pompejusz, Sędzisława, German, Antoni, Cyryl, Wilibald, Metody

### 8 lipca
Adrian, Kilian, Kiliana, Prokop, Eugeniusz, Odeta, Edgar, Chwalimir, Adolf, Adolfa, Piotr, Teobald

### 9 lipca
Lukrecja, Zenona, Sylwia, Anatola, Adolfina, Anatolia, Weronika, Ludwika, Patrycjusz, Róża, Zenon, Florianna, Floriana, Hieronim, Mikołaj, Lucja, Teodoryk, Antoni, Kornel, Korneli, Korneliusz, Barbara

### 10 lipca
Filip, Aniela, Samson, Zacheusz, Witołd, Amalberga, Sylwan, Witalis, January, Aleksander, Rufina, Rzędziwoj, Engelbert, Askaniusz

### 11 lipca
Benedykt, Pius, Pelagia, Siepraw, Olga, Wyszesława, Kalina, Placyd, Sawin, Cyrus, Zybert, Zybracht, Zybart, Zygbert

### 12 lipca
Feliks, Paweł, Leon, Epifania, Jan Gwalbert, Leona, Weronika, Euzebiusz, Andrzej, Henryk, Natan, Himisław

### 13 lipca
Radomiła, Henryk, Joel, Ernest, Eugeniusz, Małgorzata, Trofima, Sara, Jakub, Ezdrasz

### 14 lipca
Marcelin, Ulryk, Kamil, Tuskana, Franciszek, Dobrogost, Kosma, Marceli, Izabela, Damian, Angelina, Wincenty

### 15 lipca
Lubomysł, Daniel, Donald, Włodzimierz, Roksana, Egon, Ignacy, Niecisław, Dawid, Anna

### 16 lipca
Benedykt, Faust, Stefan, Eustacjusz, Eustachy, Andrzej, Dzierżysław, Carmen, Ermegarda, Irmegarda, Maria

### 17 lipca
Januaria, Donata, Marcelina, Dzierżykraj, Konstancja, Aneta, Marceli, Andrzej, Aleksja, Karolina, Leon, Aleksy, Leona, Jadwiga, Bogdan, Tarsycja

### 18 lipca
Robert, Erwin, Uniesław, Matern, Arnold, Wespazjan, Teodozja, Szymon, Arnolf, Arnulf, Emilian

### 19 lipca
Arseniusz, Marcin, Wincenty, Lutobor, Rufin, Zdziesuł, Piotr

### 20 lipca
Paweł, Eliasz, Sewera, Hieronim, Małgorzata, Leon, Heliasz, Czesław, Leona, Stosław

### 21 lipca
Benedykt, Prokop, Daniel, Ignacy, Andrzej, Wiktor, Julia, Prakseda, Klaudiusz, Arbogast

### 22 lipca
Wawrzyniec, Bolesława, Magdalena, Pankracy, Laurencjusz, Albin, Naczęsława, Benona, Stojsław

### 23 lipca
Bogna, Apolinary, Apolinaria

### 24 lipca
Olga, Antoni, Kinga, Wojciecha, Kunegunda, Krystyna, Zyglinda, Krzesimir

### 25 lipca
Walentyna, Nieznamir, Alfons, Olimpia, Rudolf, Rudolfina, Jakub, Sławosław, Krzysztof, Rudolfa, Dariusz

### 26 lipca
Anna, Mirosława, Grażyna, Krystiana, Bartłomieja, Hanna, Sancja, Joachim

### 27 lipca
Aureli, Pantaleon, Antuza, Natalia, Bertold, Laurenty, Wszebor, Julia, Lilla, Stoisław

### 28 lipca
Alfonsa, Samson, Pantaleon, Marcela, Wiktor, Innocenty, Tymona, Tymon, Achacjusz, Achacy

### 29 lipca
Konstantyn, Lucyliusz, Olaf, Maria, Faustyn, Serafina, Marta, Urban, Beatrycze, Lucyla, Cierpisław, Prosper

### 30 lipca
Ubysław, Ubysława, Ludomiła, Julita, Maryna, Abdon, Julia, Piotr

### 31 lipca
Alfonsa, Justyn, German, Helena, Demokryt, Ignacy, Ernesta, Emilian, Beat, Ludomir, Adam, Lubomir